# Rosarita Tawil
Rosarita Tawil (روزاريتا طويل) (Beirut, 1988) è una modella libanese, eletta Miss Libano 2008 l'11 luglio 2008, durante il concorso trasmesso in diretta da Beirut dal canale LBC. Si è classificata davanti a Stephanie Salem e Michella Haddad, rispettivamente seconda e terza classificata. Al momento dell'elezione, la Tawil era una studentessa presso l'American University of Beirut (AUB).
Rosarita Tawil ha quindi rappresentato il Libano a Miss Mondo 2008, che si è tenuto a Johannesburg in Sudafrica. Si è classificata fra le finaliste dell'evento speciale Miss World Beach Beauty tenuto presso il Beverly Hills Hotel di Durban, ed era fra le trentadue semifinaliste nell'evento speciale Miss World Top Model. Rosarita Tawil avrebbe dovuto rappresentare il Libano anche in occasione di Miss Universo 2009 nelle Bahamas, ma il suo posto è stato preso da Martine Andraos.
Dopo le esperienze nei concorsi di bellezza, la Tawil è diventata una modella professionista, ed ha lavorato per importanti stilisti come Fadi Nahle, ed è inoltre comparsa in varie riviste del settore come Sayidati Magazine.